# Sankhya Gestão
Sankhya é uma empresa brasileira de tecnologia da informação especializada no desenvolvimento de sistemas de gestão empresarial. A companhia atua no fornecimento de soluções de planejamento de recursos empresariais (ERP) e, mais recentemente, em plataformas de inteligência empresarial (Enterprise Intelligence Platform).

## História
Fundada em 1989 pelos irmãos Fábio Túlio e Felipe Calixto, a Sankhya desenvolveu-se no mercado brasileiro de software de gestão ao longo das décadas seguintes. Em novembro de 2020, recebeu um aporte minoritário de R$ 425 milhões do fundo soberano de Singapura (GIC).

## Campo de atuação
A empresa atua no desenvolvimento e fornecimento de sistemas ERP e em implementações do conceito de EIP, com funcionalidades que incluem automação de processos, integração de sistemas via APIs e análise de dados com apoio de inteligência artificial.

## Aquisições
A partir de 2021, a companhia ampliou seu portfólio por meio de aquisições:
- Neppo Tecnologia – adquirida em 2021.[6]
- Ploomes – adquirida em 2022.[7]
- Meetime – adquirida em 2023.[8]
- Mindsight – adquirida em 2023.[9]
- Vixting – adquirida em 2024.[10]

## Relevância
A atuação da Sankhya é citada em coberturas da imprensa especializada e em reportagens sobre transformação digital e consolidação do mercado de software de gestão no Brasil, incluindo notícias sobre investimentos e aquisições recentes.